# Kolonia (Nowy Skoszyn)
Kolonia – kolonia wsi Nowy Skoszyn w Polsce, położona w województwie świętokrzyskim, w powiecie ostrowieckim, w gminie Waśniów.
W latach 1975—1998 kolonia administracyjnie należała do województwa kieleckiego.